# Ashleigh Cummings
Ashleigh Cummings,  (Dzsidda, Szaúd-Arábia,  1992. november 11. –)  ausztrál színésznő.

## Filmográfia

### Film
| Év   | Magyar cím                        | Eredeti cím                         | Szerep                   | Megjegyzések                 |
| ---- | --------------------------------- | ----------------------------------- | ------------------------ | ---------------------------- |
| 2007 |                                   | Razzle Dazzle: A Journey into Dance | táncosnő                 |                              |
| 2008 |                                   | Green Fire Envy                     | Ally Sheppard            |                              |
| 2010 |                                   | Tomorrow, When the War Began        | Robyn Mathers            |                              |
| 2013 |                                   | Galore                              | Billie                   |                              |
| 2013 |                                   | My Mother Her Daughter              | Gabrielle                | rövidfilm                    |
| 2013 |                                   | Greg's First Day                    | Erica                    | rövidfilm                    |
| 2014 |                                   | Snowblind                           | Paige                    | rövidfilm                    |
| 2016 | Farkasnász                        | Hounds of Love                      | Vicki Maloney            |                              |
| 2017 | Az új-zélandi meló                | Pork Pie                            | Keira Leigh-Jones        | magyar hangja Csifó Dorina   |
| 2019 | Az Aranypinty                     | The Goldfinch                       | Pippa                    | magyar hangja Mikecz Estilla |
| 2020 |                                   | Vide Noir                           | Lee                      |                              |
| 2020 | Miss Fisher és a könnyek kriptája | Miss Fisher and the Crypt of Tears  | Dot Collins née Williams |                              |

### Televízió
| Év        | Magyar cím                   | Eredeti cím                    | Szerep                 | Megjegyzések                                          |
| --------- | ---------------------------- | ------------------------------ | ---------------------- | ----------------------------------------------------- |
| 2008      |                              | Dream Life                     | Sal                    | tévéfilm                                              |
| 2009      | Otthonunk                    | Home and Away                  | Ali Edmonds            | 3 epizód                                              |
| 2011      | Különleges mentőalakulat     | Rescue: Special Ops            | Britney                | 1 epizód                                              |
| 2011      | A penge éle                  | Underbelly: Razor              | Gracie                 | 1 epizód                                              |
| 2012      | Táncakadémia                 | Dance Academy                  | Trilby                 | 1 epizód                                              |
| 2012–2014 | Tinik a parton               | Puberty Blues                  | Debbie Vickers         | főszereplő (17 epizód)                                |
| 2012–2015 | Miss Fisher rejtélyes esetei | Miss Fisher's Murder Mysteries | Dorothy 'Dot' Williams | főszereplő (34 epizód)                                |
| 2015      |                              | Gallipoli                      | Celia Houghton         | minisorozat (7 epizód)                                |
| 2017–2018 |                              | Westside                       | Cheryl Miller          | 12 epizód                                             |
| 2019–2020 | NOS4A2                       | NOS4A2                         | Vic McQueen            | - főszereplő (20 epizód) - magyar hangja Csifó Dorina |
| 2023      |                              | Citadel                        | Abby Conroy            | főszereplő                                            |